# Listă de pictori filipinezi
Aceasta este o listă de pictori filipinezi.
- Abad, Pacita (1946–2004)
- Abellana, Martino (1914–1986)
- Alculaz, Federico Aguilar (1932–2011)
- Amorsolo, Fernando (1892–1972)
- Amorsolo, Pablo (1898–1945)
- Ancheta, Isidro (1882–1946)
- Antonio, Marcel (n. 1965)
- Aute, Luis Eduardo (n. 1943)
- Cabrera, Benedicto (n. 1942)
- De la Rosa, Fabián (1869–1937)
- Edades, Victorio C. (1895–1985)
- Francisco, Botong (1912–1969)
- Gorospe, Paco (1939–2002)
- Hidalgo, Felix Resurrección (1855–1913)
- Joya, Jose T. (1931–1995)
- Kiukok, Ang (1931–2005)
- Legaspi, Cesar (1917–1994)
- Leynes, Nestor (n. 1922)
- Luna, Juan (1857–1899)
- Nodora, JC (1989–present)
- Luz, Arturo R. (n. 1926)
- Malang (n. 1928)
- Manansala, Vicente (1910–1981)
- Mapa, Jao (n. 1976)
- Miclat, Maningning (1972–2000)
- Ocampo, Hernando R. (1911–1978)
- Olmedo, Onib (1937–1996)
- Ossorio, Alfonso A. (1916–1990)
- Parial, Mario (n. 1944)
- Phoenix, Satine (n. 1980)
- Rizal, José (1861–1896)
- Sillada, Danny (n. 1963)
- Tabuena, Romeo Villalva (n. 1921)
- Tapaya, Rodel (n. 1980)
- Zóbel de Ayala y Montojo, Fernando (1924–1984)